# Teairra Marí
Teairra Marí är artistnamnet för Teairra Maria Thomas, född 2 december 1987 i Detroit, Michigan, är en amerikansk R&B-sångerska, fotomodell och skådespelerska.

## Biografi
16 år gammal upptäcktes Teairra Marí av skivbolags-VD:n Antonio "L.A." Reid som erbjöd henne ett kontrakt med Island Def Jam Music Group. År 2005 släpptes sångerskans självbetitlade debut Teairra Marí som tog sig till en 5:e respektive 2:a plats på USA:s Billboard 200 och Top R&B/Hip-Hop Albums. Skivans ledande singel, "Make Her Feel Good", komponerades av Diddy. Låten blev en topp-tio hit på R&B-marknaden men misslyckades att framgångsrikt slå igenom på andra format. 
Produktionen av albumuppföljaren, Second Round, stoppades halvvägs av sångerskans skivbolag. På grund av låga försäljningssiffror av Teairra Marí beslutade Def Jam att avbryta sitt kontrakt med sångerskan. År 2008 skrev hon på för Fo Reel och började arbeta på ett nytt studioalbum med namnet At That Point. Skivans ledande singel, "Hunt 4 U", misslyckades att klättra på singellistorna varpå det nya albumet blev försenat. Två nya singlar, "Cause a Scene" och "Sponsor", gavs ut men misslyckades att ta sig till några högre listpositioner. Sångerskan meddelade år 2010 att At That Point skulle förbli outgivet. 
År 2011 arresterades Teairra Marí efter att ha kraschat sin Infiniti. Enligt polisrapporter var sångerskan alkoholpåverkad när hon körde in i framförvarande bil på Santa Monica Boulevard i Los Angeles.
Marí jobbar för närvarande på ett nytt album tillsammans med musikproducenten Rico Love. Albumet kommer att ges ut i mitten av 2012.

## Diskografi
| Studioalbum - 2005: Teairra Marí - 2010: At That Point (Outgivet) | Övriga album - 2009: Don't Make Me Cause a Scene (Mixtape) - 2010: Point of No Return (Mixtape) - 2010: Sincerely Yours (EP-skiva) - 2010: The Night Before Xmas (Mixtape) - 2011: Now or Never (Mixtape) |